# Епибола
Епибола (грчки: επιβολη) је био порез кога су плаћали византијски земљопоседници на необрађивано земљиште које им је принудно додељивано.

## Епибола
Систем епиболе уведен је у Римском царству крајем 3. века. Због недостатка радне снаге у пољопривреди, епибола је била веома значајна за византијско пореско уређење. Овај систем појавио се најпре у Египту још у доба владавине династије Птолемејида. Угарена државна земљишта привремено су додељивана приватним власницима, пре свега економски јачим тј. велепоседницима. Они су били обавезни да обрађују додељено земљиште и да за њега плаћају порез. Од краја 3. века епибола се проширује и на остале делове Царства и примењује се над земљиштима инсолвентних приватних поседника. Из система епиболе ће касније настати алиленгион.